# AchtVier
AchtVier, de son vrai nom Timo Molloisch, aussi connu comme Fizzle, né le 26 octobre 1984 est un rappeur allemand.

## Biographie
AchtVier était un membre du groupe de rap allemand 187 Strassenbande (littéralement « 187 gang de rue »). Après la publication de deux compilation par deux membres du groupe et Bonez MC avec son premier album sorti en solo, AchtVier suit avec son Solodebüt Abstand en 2011. 
Dès 2012, il travaille pour un deuxième album achevé en 2013, et qui est publié le 14 juin. Il est passé sur la 39e place des hit-parades allemands. La séparation du groupe 187 Strassenbande est annoncé le 12 décembre. En 2014, il sort sa première publication, qui n'est pas édité par Toprott Muzik GmbH. L'album  Wohlstand se classe 19e place des Top albums allemand et s'est aussi classé dans les Top suisses. Il contenait aucune contribution des anciens membres du 187 Strassenbande . Toutefois, AchtVier apparait dans un blog vidéo de Bonez MC et a souligné dans une interview, qu'il n'y a pas eu de dispute, mais qu'il n'y aura probablement pas de nouveau travail collectif. 
En 2016, AchtVier signe au label Steuerfrei Money. Il collabore aussi avec le rappeur hambourgeois TaiMO. En septembre 2017, il annonce la sortie de l'album Mr. F, suivi de la mixtape Der alte Achti Vol. 1 en 2018.

## Discographie

### Albums studio
- 2007 : Zwei Assis trumpfen auf (avec Bonez MC)
- 2011 : Abstand
- 2013 : Aufstand
- 2014 : Wohlstand
- 2014 : Molotov
- 2016 : 50/50 (avec Saïd)
- 2017 : Mr. F

### Mixtape
- 2010 : Auf Biegen und Brechen (avec Veli)
- 2018 : Der alte Achti Vol. 1

### Compilations
- 2009 : 187 Strassenbande
- 2011 : 187 Strassenbande - La deuxième compilation

### Juice
- 2015 : Steuersünder (Juice CD No 131)